# Maximilian II. (Schiff)
Maximilian II. ist der Name eines deutschen Fahrgastschiffes.

## Geschichte
Das Schiff wurde unter der Baunummer 116 im Jahr 1989 auf der Lux-Werft in Mondorf gebaut. Es gehört der Personenschifffahrt Steibl GmbH in Kelheim, die auch das Schiff Ludwig der Kelheimer betreibt. Das Schiff ist 45,7 Meter lang und 8,40 Meter breit und hat einen Tiefgang von 0,85 Metern. Es ist für die Beförderung von 600 Fahrgästen zugelassen.
Maximilian II. wurde im Jahr 2018 mit neuen Volvo-Penta-Motoren ausgestattet; die beiden Maschinen haben eine Leistung von je 300 PS. Im Jahr 2020 wurde das Schiff, das über zwei Restaurantdecks und eine Tanzfläche verfügt, modernisiert. Unter anderem wurden eine Klimaanlage und eine Behindertentoilette eingebaut; außerdem bietet Maximilian II. seit dieser Auffrischung auch WLAN. Das Schiff wird für Linienfahrten auf der Donau zwischen Kelheim und Weltenburg und auf dem Main-Donau-Kanal zwischen Kelheim und Riedenburg eingesetzt; außerdem steht es auch für Charter- und Sonderfahrten zur Verfügung.